# Leone Ciprelli
Leone Ciprelli, pseudonimo anagrammato di Ercole Pellini (Roma, 7 novembre 1873 – Roma, 30 gennaio 1953), è stato un poeta, editore e drammaturgo italiano attivo soprattutto in dialetto romanesco e ideatore della Sagra dell’uva di Marino.

## Biografia
Leone Ciprelli nacque a Roma in via dell'Armata il 7 novembre 1873 da Gaetano Pellini e Barbara De Marzi, originari di Marino, nei Castelli Romani. Il padre era un vignaiolo che si trasferì a Roma con la famiglia dopo il 1870 per cercare un impiego fisso. Ciprelli portò a compimento soltanto gli studi elementari che integrò poi con una preparazione autodidattica, mentre lavorava come contabile in un ufficio nei pressi di Fontana di Trevi di Carlo e Giovanni Talacchi, industriali della macellazione e del commercio di carni noti a Roma fra le due guerre. Era di carattere molto mite, premuroso e altruista. Aveva uno spiccato senso di solidarietà verso gli analfabeti, i disoccupati e i senzatetto. Attivista mazziniano, infiammato da ideali risorgimentali laici e libertari, organizzò, poco più che ventenne, un ciclo di conferenze del patriota Antonio Fratti a Marino e in altri Castelli Romani.
A Roma iniziò molto giovane a frequentare l'ambiente dei poeti romaneschi che si incontravano alla Galleria del Corso, frequentata da Cesare Pascarella e da Giggi Zanazzo, oppure al caffè di piazza del Gesù, dove si recava Trilussa suo coetaneo. Nel 1893 Ciprelli pubblicò le sue prime poesie sul Rugantino, foglio popolare fondato e diretto da Giggi Zanazzo, che l'editore piemontese Edoardo Perino stampava nella tipografia di via del Lavatore. Il periodico contava su una consistente diffusione fra i ceti meno abbienti, lettori e lettrici attratti tanto dai romanzi d'appendice di ambiente romano, quanto dai versi dialettali e dalle note di folclore che si ispiravano ai fatti di cronaca, o alla storia locale. I primi sonetti di Ciprelli si ispiravano a fatti di cronaca corrente, ma non erano privi di una frizzante verve e di una naturale disposizione alle descrizioni drammatiche di avvenimenti e personaggi. Il primo successo di pubblico gli fu procurato dalla canzone M'hai detto un prospero!, musicalmente elaborata da Giuseppe Micheli e poi inserita nel suo repertorio dal tenore Beniamino Gigli, che rapidamente corse sulle labbra dei giovani fidanzati romani di origine operaia, impossibilitati a mettere su casa dalle incertezze economiche.
Alle soglie del nuovo secolo, Ciprelli andava fissando i suoi interessi artistici, iniziando a dedicarsi al genere teatrale che, più di ogni altro, determinò la sua fortuna. Nel 1899 con una tragedia di ambiente classico, intitolata Arta e le Termopili, sostenne il giudizio di un pubblico sui generis nel teatro del cav. Mercipinetti in piazza Guglielmo Pepe. Le insperate acclamazioni del pubblico, indirizzate all'esordiente drammaturgo, indussero l'autore a comporre nuovi lavori di carattere verista e tardo romantico, come L'accusa d'oltre tomba, rappresentato nel 1899 al Teatro Margherita dalla compagnia Baratta, e storico popolare, come Ciceruacchio, messo in scena al teatro Metastasio nel 1905 dalla compagnia Campioni-Baccani. Tuttavia fu soltanto nel 1906 che a Ciprelli si presentò l'occasione per imporsi a Roma come principale scrittore drammatico in dialetto. In quegli anni Giacinta Pezzana intendeva dare nuova dignità al teatro romanesco e perciò indisse un concorso letterario per giovani autori. Santo disonore di Leone Ciprelli si aggiudicò il primo premio da parte della giuria e un duraturo favore del pubblico che vide rappresentare l'opera per la prima volta al teatro Quirino nel 1907 dalla compagnia della stessa Pezzana. Questo lavoro teatrale costituì per molte generazioni un punto di riferimento e il dramma per antonomasia del teatro dialettale romano. Per la sua notorietà il dramma fu persino riproposto al pubblico in versione cinematografica per la regia di Guido Brignone distribuito nel 1950 dalla società Romana Film.
Fra il 1902 e il 1905 la sua poesia evolveva dalla forma verista a quella simbolica e crepuscolare, fornendo apprezzabili saggi anche di versi in lingua. Nel 1904 entrava a far parte della redazione della testata “Marforio”, dove incontrava Sergio Corazzini, allora alle prese con la poesia romanesca, cui si legò con affettuosa amicizia. Nel 1908 Ciprelli pubblicò i drammi: Sabbito santo, rappresentato al teatro Quirino dalla compagnia di Giacinta Pezzana, La mattina doppo (teatro Metastasio, 1912), Anime perse (teatro Manzoni, 1915), La Parrocchietta (teatro Metastasio, 1916).
Di fronte alla Grande Guerra, cui il poeta non partecipò a causa dei gravi difetti alla vista, Ciprelli non mantenne un atteggiamento pacifista, come il suo amico libraio e poeta Gigi Spaducci, pur avendo sempre avuto una convinta avversione per tutte le avventure militari e coloniali. Nell'imminenza della straordinaria carneficina Ciprelli rimase lusingato, come tanti, da alcuni temi cari alla propaganda interventista di tipo nazional-risorgimentale e socialista, che vagheggiava una definitiva unione sacra della patria e un immancabile riscatto sociale delle classi sociali a conflitto concluso.
Un aspetto non secondario delle capacità intellettuali di Ciprelli è rappresentato dall'attività editoriale, iniziata nel 1897 con la creazione della testata romanesca “La Tresteverina”, uscita dalla stessa tipografia Capaccini che stampava il “Rugantino”. Direttore del periodico era Valentino Banal, coadiuvato da Ruggero Rindi, Sergio Corazzini, Amedeo Caimmi, Tomaso Smith, Omero Vecchi (poi Luciano Folgore). Nel 1905 fondò un'altra rivistina dialettale dal titolo “Er Marchese der Grillo”. L'esperienza accumulata in campo editoriale si dispiegò nel primo dopoguerra, quando Ciprelli intuì che avrebbe avuto spazio e fortuna un'idea originale, quella di dar vita a un periodico dialettale che avesse tenuto conto non solo del romanesco, ma anche di altre espressioni dialettali regionali, alle quali nessuno finora aveva prestato attenzione, perché considerate subalterne al romanesco. Fu così che nacque il settimanale “La Voce del Lazio”, finanziato direttamente da Ciprelli, editore e proprietario. Il periodico dovette sospendere la pubblicazione nel 1926 per aver disatteso le nuove disposizioni della legge sulla stampa. Ciprelli non si diede per vinto e fondò un'altra testata che uscì dal 1927 al 1929: “Ghetanaccio”, anch'essa protesa verso i Castelli Romani e la Provincia. Tuttavia la più importante e geniale delle invenzioni ciprelliane rimane ancora oggi la Sagra dell'Uva. Nel panorama piuttosto ampio delle feste dedicate all'uva e al vino in ogni parte d'Italia, la Sagra dell'Uva di Marino, che è la più antica, rappresenta un caso del tutto speciale per la sua originalità e rappresentatività delle tradizioni popolari romane e castellane.
La fama di Leone Ciprelli, nell'ambiente romano, fu all'apice tra gli anni 1907 – 1915, soprattutto quale drammaturgo, poiché, dalla rinascita del teatro romanesco in poi, egli fu considerato uno degli autori più rappresentativi, se non il principale. Mutata la società e venute meno le identità culturali locali, il teatro dialettale perse terreno anche per l'azione contrastante del regime fascista, tanto che alla fine degli anni trenta crollò l'interesse per questo tipo di rappresentazione, fino quasi a scomparire nella seconda metà del Novecento. La notorietà di Ciprelli, in qualità di poeta, si consolidò invece intorno alla metà degli anni Venti, tanto da essere considerato allora uno dei maggiori poeti romaneschi. Tale fama, oggi molto ridimensionata, declinò nella seconda metà del Novecento per il venir meno dell'ambiente romanesco nel quale era maturata una produzione che oggi giudichiamo di scarsa qualità e del pubblico sottoproletario al quale era diretta. A ciò si aggiunse il generale processo di omologazione e di declassamento del dialetto. Così declinò l'opera di Ciprelli, sopravvalutata al suo tempo, perché non universale, troppo contingente e legata a una società e a un'epoca ben definiti. Nel 1986 fu edita l'intera sua opera poetica che contiene 298 poesie romanesche e 119 in lingua. Le favole scritte da Ciprelli si distinguono da quelle di Trilussa, per la personificazione di oggetti, piuttosto che di animali. Il componimento che, crediamo, sia più toccante e universale della produzione di Ciprelli è La Stalla de Bettelemme, nella quale un delicato sentimento poetico si unisce a una lineare musicalità del verso, calati in una descrizione che sembra naturalistica, mentre in realtà è fiabesca e surreale.
Ciò che oggi resta vivo dell'opera di Ciprelli è soprattutto l'attenzione che egli ha prestato alle espressioni dialettali tout-court, come momento di ricchezza linguistica di una persona e di una comunità; poi l'esemplare attaccamento alle radici culturali di un luogo e di una gente, quella di Marino, attraverso la giusta considerazione degli elementi folcloristici e simbolici rituali, che soli possono distrarre l'individuo dall'omologazione e dallo smarrimento. La vita di Leone Ciprelli fu intensa sul piano artistico e su quello umano e non priva di apprezzabili risultati.
Si spense ottantenne il 30 gennaio 1953 a Roma. Il 27 gennaio 1963 è stata traslata al cimitero di Marino dal Campo Verano di Roma, ove era stata sepolta dieci anni prima, grazie all'opera di un comitato di cittadini composto fra gli altri da: Ciro Bardelloni, Giovanni Battista Alberti, Franco De Bernardini, Angelo Mercuri, Jole Petrini, Achille Vicini, Franco Vannutelli e Lorenzo Campegiani. La sua salma riposa nel cimitero di Marino.